# (29154) 1988 VC1
(29154) 1988 VC1 est un astéroïde de la ceinture principale d'astéroïdes découvert en 1988.

## Description
(29154) 1988 VC1 a été découvert le 3 novembre 1988 à l'observatoire Brorfelde, près de Holbæk au Danemark, par Poul Jensen.

### Caractéristiques orbitales
L'orbite de cet astéroïde est caractérisée par un demi-grand axe de 2,63 ua, un périhélie de 2,29 ua, une excentricité de 0,13 et une inclinaison de 11,67° par rapport à l'écliptique. Du fait de ces caractéristiques, à savoir un demi-grand axe compris entre 2 et 3,2 ua et un périhélie supérieur à 1,666 ua, il est classé, selon la JPL Small-Body Database, comme objet de la ceinture principale d'astéroïdes.

### Caractéristiques physiques
(29154) 1988 VC1 a une magnitude absolue (H) de 14,3 et un albédo estimé à 0,234.